# Phytomia pubipennis
Phytomia pubipennis là một loài ruồi trong họ Ruồi giả ong (Syrphidae). Loài này được Bezzi mô tả khoa học đầu tiên năm 1915. Phytomia pubipennis phân bố ở vùng Châu Phi